# Аллендер, Пол
Пол Аллендер (Родился 17 Ноября 1970, Колчестер, Эссекс, Англия) — британский гитарист, наиболее известен как бывший соло-гитарист британской группы Cradle of Filth.

## Детство
Когда Полу было шесть лет, отец записал его на боевые искусства, что определило его дальнейшую жизнь. 

## Cradle of Filth
Он присоединился к группе в 1992 году, и был гитаристом до 1994. В 1994 году он покинул группу из-за проблем с лейблом, и присоединился к коллективу The Blood Divine. В 1998 Пол решил вступить в группу Primary Slave. В 2000, незадолго до заключения контракта с Primary Slave, Аллендер вернулся в Cradle of Filth после звонка Дэни Филта, чтобы участвовать в записи альбома Midian вместе с новыми участниками группы: барабанщиком Адрианом Эрландссоном и клавишником Мартином Пауэллом.
Во время выступления на фестивале Bloodstock Open Air в августе 2009 года, один из присутствующих выстрелил из рогатки в вокалиста группы Дэни Филта, снаряд не попал в цель, но попал в позвоночник Полу. Его увезли в госпиталь, где его вскоре вылечили. в 2014 году покинул группу, посчитав свой проект White Empress более перспективным.

## Графика
Аллендер входит в проект под названием «Vomitorium: The Dark Art Of Cindy Frey And Paul Allender».